# 角宿 (地名)
角宿，是臺灣高雄市燕巢區的一個傳統地域名稱，位於該區中部偏南南西。相較於今日行政區，其範圍大致為角宿里東部不含東北部凸出部分。
本地區境內主要聚落為角宿，設有義守大學醫學院區。

## 歷史
台灣日治初期，角宿地區為一街庄，稱為「角宿庄」（舊制街庄），隸屬於觀音上里。該庄昔日北與援巢右庄、援巢中庄為鄰，東與湖仔內庄為鄰，東南與面前埔庄為鄰，南邊及西南邊為鳳山厝庄，西邊及西北邊為滾水坪庄。
1901年（日治明治三十四年）11月11日，全台廢縣廳改設二十廳，該庄隸屬於鳳山廳。1904年（明治三十七年）5月3日，該庄編入「援巢中區」，隸屬於鳳山廳。1909年（明治四十二年）10月25日，全台合併二十廳為十二廳，援巢中區改隸屬於臺南廳。1920年（大正九年）10月1日，全台地方制度大改正，廢十二廳改設五州二廳，該庄改制為「角宿」大字，隸屬於高雄州高雄郡燕巢庄（新制街庄）。1924年（大正十三年）12月25日，高雄郡廢郡，燕巢庄改隸屬於岡山郡。
戰後燕巢庄改制為燕巢鄉，隸屬於高雄縣，大字亦改制為村。1950年（民國39年）10月1日，高、屏分治，燕巢鄉仍隸屬於高雄縣。2010年（民國99年）12月25日，高雄縣、市合併為直轄高雄市，燕巢鄉改制為燕巢區，村亦改制為里。

## 聚落
本地區發展較早的聚落為角宿，在日治初期的官方地圖上已有記載。

## 交通
市道186號是維新至大樹的道路，經過本地區角宿聚落。由該道路西行（大方向，當地先向北行）可前往燕巢區燕巢市區、岡山區、永安區東南部，並止於竹子港地區（今維新里）的省道台17線路口；東行（大方向，當地先前南行）可前往大社區、仁武區、大樹區，並止於省道台29線路口。
區道高35線是瓊林至角宿的道路，其南側端點（終點）位於本地區角宿聚落的市道186號路口。
區道高44線是角宿至塔仔腳的道路，其西側端點（起點）位於本地區北部邊界地帶的市道186號路口。

## 學校
- 義守大學醫學院區

## 醫療機構
- 義大醫院

## 信仰
- 角宿天后宮